# Sasha Pieterse
Sasha Pieterse (født 17. februar 1996 i Johannesburg) er en amerikansk skuespiller, singer-songwriter og model, mest kendt fra sin rolle som Alison DiLaurentis i serien Pretty Little Liars og er også kendt for sin rolle som Amy Loubalu i Geek Charming.

## Udvalgt filmografi

### Film
- The Adventures of Sharkboy and Lavagirl 3-D (2005) - Marrisa/Ice Princess
- Good Luck Chuck (2007) – Unge Anisha Carpenter
- X-Men: First Class (2011) – Teenagepige
- Geek Charming (2011) – Amy Loubalu
- Inherent Vice (2014) – Japonica Fenway

### Tv-serier
- Stargate SG-1 (2004) – Grace (sæson 7, afsnit 13)
- House M.D. (2005) – Andie (sæson 2, afsnit 2)
- CSI: Miami (2007) – Beth Buckley (sæson 6, afsnit 9)
- Pretty Little Liars (2010-) – Alison DiLaurentis (hovedrolle)